# 秋定嘉和
秋定 嘉和（あきさだ よしかず、1934年3月16日 - 2021年8月9日）は、日本の差別問題研究者、池坊短期大学名誉教授。京都部落問題研究資料センター所長。

## 来歴
兵庫県生まれ。立命館大学文学部卒、同大学院修士課程修了、兵庫県立尼崎工業高等学校教諭ののち、京都大学人文科学研究所、同志社大学人文科学研究所で共同研究に参加、のち池坊短期大学教授。大阪人権博物館館長。京都部落問題研究資料センター所長。2021年8月9日死去。享年87歳。

## 著書
- 『近代日本人権の歴史 主として部落問題を中心に』 明石書店 1992.4
- 『近代と被差別部落』 部落解放研究所 1993.3
- 『部落の歴史 近代』 部落解放・人権研究所 2004.4
- 『近代日本の水平運動と融和運動』 部落解放・人権研究所 2006.9

## 共編著
- 『セミナー日本と朝鮮の歴史』 井上秀雄,長正統共編著 東出版 1972
- 『部落問題・水平運動資料集成』 全3巻補巻2 渡部徹共編 三一書房 1973-78
- 『日本庶民生活史料集成』 第25巻 部落 2 原田伴彦共編 三一書房 1980.12
- 『近代部落史資料集成』 第3-6、9-10巻 大串夏身共編 三一書房 1985-86
- 『部落史研究ハンドブック』 小林茂共編 雄山閣出版 1989.6
- 『近代庶民生活誌』 第18巻 下町 南博,林喜代弘共編 三一書房 1998.1
- 『近代日本と水平社』 朝治武共編 部落解放・人権研究所 2002.3

## 参考
- 著書[要文献特定詳細情報]の紹介文